# Jettenhausen (Oberhaching)
Jettenhausen ist ein Ortsteil der oberbayerischen Gemeinde Oberhaching im Landkreis München.

## Lage
Das Dorf liegt etwa zwei Kilometer südwestlich von Oberbiberg auf der östlichen Talschulter des Gleißentals auf einer Höhe von 650 m. Nördlich des Orts liegt ein Waldgebiet, in dem noch Überreste mittelalterlicher Hochäcker zu erkennen sind.

## Geschichte
Bei der Gemeindebildung nach dem Gemeindeedikt von 1808 kam Jettenhausen zu der Gemeinde Oberbiberg. Mit dieser wurde es am 1. Mai 1978 nach Oberhaching eingemeindet.

## Ortsbild
Das Dorf Jettenhausen ist nach wie vor weitgehend landwirtschaftlich geprägt. Der Ortskern mit einigen Bauernhöfen und anderen Häusern ist von Feldern umgeben. Ein Bauernhof am Nordende des Dorfes ist Sitz eines Gestüts für Vollblut-Pferde.
Die Häuser in Jettenhausen sind ungefähr in Nord-Süd-Richtung durchnummeriert und nicht mit Straßennamen gekennzeichnet.

## Sehenswürdigkeiten
Siehe auch: Liste der Baudenkmäler in Oberhaching#Jettenhausen
- Bauernhof Jettenhausen 3
- Wegkapelle
- Historische Wegweiser